# .ve
.ve je vrhovna internetska domena (country code top-level domain - ccTLD) za Venezuelu. Domenom upravlja Centro Nacional de Tecnologias de Informacion.

## Vanjske poveznice
- IANA .ve whois informacija  Arhivirana inačica izvorne stranice od 7. rujna 2008. (Wayback Machine)